# Miquel Feliu
Miquel Feliu Badal, (nacido el 17 de mayo de 1985 en Manresa, Cataluña) es un exjugador de baloncesto español. Con 1.96 de estatura, su puesto natural en la cancha era el de alero. En el año 2020 se encontraba en el puesto segundo de jugadores con más partidos en Liga LEB Oro, detrás de Urko Otegui. En septiembre de 2021, pone fin a su etapa como jugador en activo.

## Trayectoria
- Cantera  Bàsquet Manresa.
- Club Bàsquet Olesa (2003-2004)
- Bàsquet Manresa (2004-2005)
- Club Bàsquet L'Hospitalet (2004-2006)
- Bàsquet Manresa (2006-2007)
- Palma Aqua Mágica (2007-2008)
- Club Bàsquet Vic (2008-2009)
- CB Sant Josep Girona (2009-2010)
- Obradoiro (2010-2011)
- Lleida Bàsquet  (2011-2012)
- Força Lleida Club Esportiu (2012-2013)
- Club Deportivo Maristas Palencia (2013-2014)
- Club Baloncesto Atapuerca (2014-2015)
- Palma Air Europa (2015-2016)
- Força Lleida Club Esportiu (2016-2021)

## Palmarés
España
- 2001 Campeonato de Europa Cadete. Selección de España. Riga. Medalla de Bronce.